# Les Marins d'Iroise

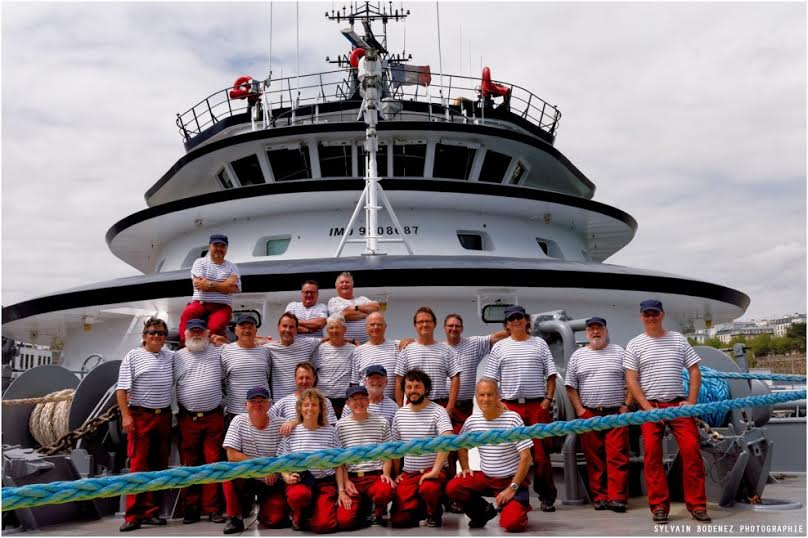
Les Marins d’Iroise.

Les Marins d’Iroise är en fransk kör från Brest och består av cirka 30 sångare, av vilka flertalet är män.
Kören bildades 1992 av medlemmar i en amicale laïque-förening i Plouzané. Les Marins är en utlöpare ur Iroise-kören, som är en blandad kör med bred repertoar. Les Marins är i sin tur en mindre manskör (om än idag med några kvinnostämmor) med en repertoar som fokuserar på sjömanssånger och musik med ett marint tema.
Körens stil präglas av de olika stämmornas harmonier och av korsikansk och sardinsk polyfoni. Kören ger ofta konserter i hamnområden i Frankrike och man har turnerat  på Irland, i Wales, Tyskland, Québec, Rumänien och Finland.
År 2010 skrev man kontrakt med skivbolaget Universal och fick därigenom möjlighet att ge ut sin sjunde skiva, vilken spelades in i Océanopolis i Brest och producerades av Jon Kelly. Skivan mottogs mycket väl av publiken, nådde som högst en fjärdeplats på topplistan i Frankrike och låg i topp under 45 veckor i följd.
I juni 2012 gav man ut sin åttonde skiva med titeln "La Belle Aventure". På skivan medverkar Hugues Aufray i sången "Hasta Luego".
År 2015 kom körens nionde skiva "La Mer est Immense" på skivetiketten Coop Breizh Idén till skivan kom då Hugues Aufray kontaktade kören och ville att de skulle tolka hans sång "Aux Vents Solitaires", i ett arrangemang av Robert Le Gall, som tidigare varit producent åt Alan Stivell. Le Gall blev därefter skivans producent.
Les Marins d'Iroise har samarbetat med artister som Gilles Servat, Murray Head, Tri Yann samt trio EDF.

## Diskografi
- 1995: d'Iroise et d'ailleurs
- 2000: Chants de mer et de marins
- 2002: Les Marins d'Iroise chantent Le Bagne avec la Souris Noire
- 2003: Autour du monde chants de marins
- 2006: De la terre à la hune
- 2009: Air Iodés
- 2011: Les Marins d'Iroise
- 2012: La Belle Aventure
- 2015: La Mer est immense